# Magnus Carlsen Invitational 2020
Il Magnus Carlsen Invitational 2020 è stata la prima edizione del Magnus Carlsen Invitational, torneo di scacchi che si è tenuto online sulla piattaforma chess24.com dal 18 aprile al 3 maggio del 2020. L'evento è stato il primo torneo del Magnus Carlsen Chess Tour, circuito di tornei rapid organizzati dal Campione del Mondo Magnus Carlsen.

## Storia
L'interruzione a livello mondiale dei tornei a tavolino nei primi mesi del 2020 a causa della Pandemia di COVID-19, diede una grande opportunità ai portali scacchistici che organizzarono numerosi tornei di scacchi online. In un periodo in cui i grandi maestri erano costretti a restare casa il, in aprile il campione norvegese Magnus Carlsen sfruttò quest'opportunità per dare vita all'Invitational, un torneo che sarebbe stato giocato sulla sua piattaforma, chess24.com. All'evento avrebbero partecipato tra i migliori Super GM del ranking mondiale, mettendo in palio il montepremi più alto visto fino a quel momento per un torneo giocato in rete.

## Formula
Il torneo era diviso in due fasi: un girone di qualificazione all'italiana con 8 partecipanti, che si disputò dal 18 al 20 aprile del 2020, e una fase a eliminazione diretta tra i primi 4 classificati, che si tenne dal 1° al 3 maggio.
Il punteggio differiva da quello classico: la vittoria valeva 3 punti, mentre la patta portava a un incontro armageddon a 5' contro 4', dopo il quale venivano assegnati 2 punti al vincente e 1 punto allo sconfitto. 0 punti invece alla sconfitta regolare. Nella fase finale veniva disputato un match di 4 partite, che in caso di pareggio prevedeva uno spareggio con 2 partite lampo. In caso di ulteriore pareggio era previsto uno spareggio con armageddon, sempre 5' al bianco e 4' al nero. La cadenza di gioco era 15 minuti, 10 secondi di incremento dalla prima mossa.

## Montepremi
Il montepremi totale messo in palio dal torneo fu di 250 000 dollari statunitensi, 70 000 al vincitore della competizione:
| Posizione     | Premio     |
| ------------- | ---------- |
| Vincitore     | 70 000 USD |
| Finalista     | 45 000 USD |
| Semifinalisti | 30 000 USD |
| Quinto        | 22 500 USD |
| Sesto         | 20 000 USD |
| Settimo       | 17 500 USD |
| Ottavo        | 15 000 USD |

## Eventi
Dopo il girone di qualificazione a 8. I quattro finalisti disputarono due semifinali e una finale, tutte su 4 partite. Carlsen vinse la semifinale contro Ding Liren (+2 –1 =1) e Nakamura quella con Caruana (+3 –1 =2). Nella finale Carlsen vinse contro Nakamura (+2 –1 =1), aggiudicandosi il torneo e il primo premio di 70 000 dollari.

## Risultati
|   | Giocatore                        | 1 | 2 | 3 | 4 | 5 | 6 | 7 | 8 | Totale |
| - | -------------------------------- | - | - | - | - | - | - | - | - | ------ |
| 1 | Hikaru Nakamura (Stati Uniti)    |   | 2 | 1 | 1 | 3 | 3 | 3 | 2 | 15     |
| 2 | Ding Liren (Cina)                | 1 |   | 3 | 1 | 3 | 3 | 2 | 2 | 15     |
| 3 | Magnus Carlsen (Norvegia)        | 2 | 0 |   | 3 | 2 | 3 | 0 | 3 | 13     |
| 4 | Fabiano Caruana (Stati Uniti)    | 2 | 2 | 0 |   | 3 | 3 | 0 | 3 | 13     |
| 5 | Jan Nepomnjaščij (Russia)        | 0 | 0 | 1 | 0 |   | 2 | 3 | 2 | 8      |
| 6 | FIDE Alireza Firouzja            | 0 | 0 | 0 | 0 | 1 |   | 3 | 3 | 7      |
| 7 | Anish Giri (Paesi Bassi)         | 0 | 1 | 3 | 3 | 0 | 0 |   | 0 | 7      |
| 8 | Maxime Vachier-Lagrave (Francia) | 1 | 1 | 0 | 0 | 1 | 0 | 3 |   | 6      |

### Fase a eliminazione diretta
|  | Semifinali | Semifinali      | Semifinali |  |                 | Finale          | Finale         | Finale |
|  |            |                 |            |  |                 |                 |                |        |
|  | 1          | Hikaru Nakamura | 2 (2)      |  |                 |                 |                |        |
|  | 1          | Hikaru Nakamura | 2 (2)      |  |                 |                 |                |        |
|  | 4          | Fabiano Caruana | 2 (0)      |  |                 |                 |                |        |
|  | 4          | Fabiano Caruana | 2 (0)      |  | Hikaru Nakamura | Hikaru Nakamura | 1,5            |        |
|  |            |                 |            |  | Hikaru Nakamura | Hikaru Nakamura | 1,5            |        |
|  |            |                 |            |  |                 | Magnus Carlsen  | Magnus Carlsen | 2,5    |
|  | 2          | Ding Liren      | 1,5        |  |                 | Magnus Carlsen  | Magnus Carlsen | 2,5    |
|  | 2          | Ding Liren      | 1,5        |  |                 |                 |                |        |
|  | 3          | Magnus Carlsen  | 2,5        |  |                 |                 |                |        |
|  | 3          | Magnus Carlsen  | 2,5        |  |                 |                 |                |        |